# Stół sitowy
Stół sitowy – partia maszyny papierniczej po której obraca się sito. Stół sitowy tworzą skrzynki zgarniające i ssące z poprzecznymi, odpornymi na tarcie, listwami ceramicznymi (o określonych kątach natarcia). Te ceramiczne listwy stołu sitowego odbierają wodę od spodu sita w procesie spilśniania masy papierniczej. Zamiast listew ceramicznych w przypadkach wolnobieżnych maszyn papierniczych (o prędkościach poniżej 300 m/min) tę rolę mogą spełniać wałki retencyjne stołu sitowego.

Część sitowa maszyny papierniczej: 1 – wał czołowy, 2 – stół formujący, 3 – listwy odwadniające, 4 – wałki rejestrowe, 5 – deflektor, 6 – mokre skrzynki ssące, 7 – eguter, 8 – skrzynka ssąca, 9 – wał ssący, 10 – walec wyżymaka, 11 – napędowy wał zwrotny, 12 – wałek sitowy, 13 – wałek sterujący sitem, 14 – wałek rozprężający sito, 15 – rynna wody podsitowej.